# Марія Магдалена Нассау-Зігенська
Марія Магдалена Нассау-Зігенська (нім. Marie Magdalene von Nassau-Siegen), (нар. 21 жовтня 1622 — пом. 20 серпня 1647) — німецька шляхтянка XVII сторіччя, донька графа Нассау-Гільгенбаху Вільгельма та графині Крістіни Ербах-Ербахської, дружина графа Вальдек-Айзенберга Філіпа Дітріха.

## Біографія
Марія Магдалена народилася 21 жовтня 1622 або 1623 року у Зігені. Вона була третьою дитиною та другою донькою в родині графа Нассау-Гільгенбаху Вільгельма та його дружини Крістіни Ербах-Ербахської. Дівчинка мала старших братів Йоганна Вільгельма та Моріца. Згодом у неї з'явилися чотири молодші сестри.
Батько перебував на службі у голландському війську і мав звання фельдмаршала. У 1622 році він отримав замок у Гільгенбаху, який став його резиденцією.

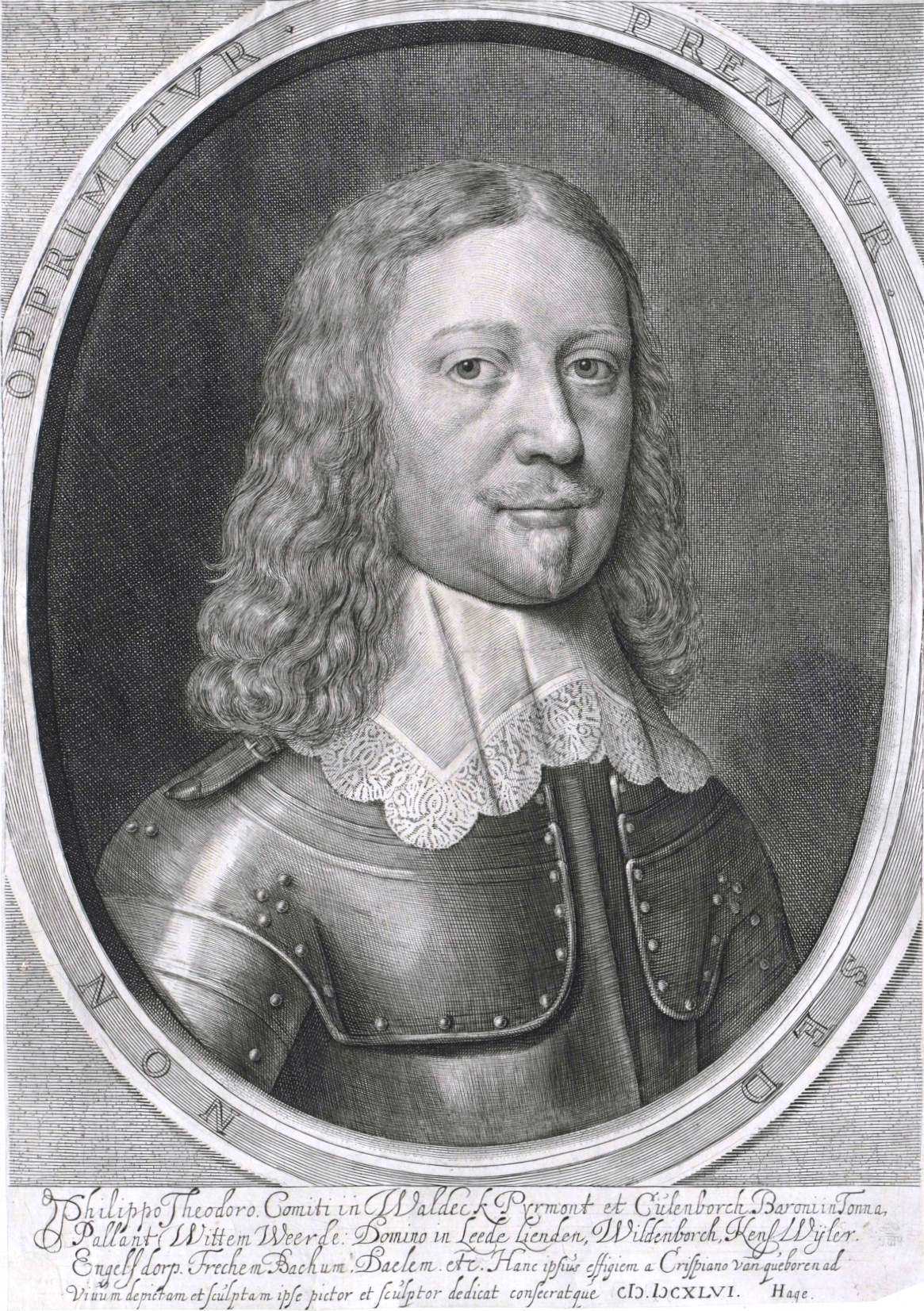
Філіп Дітріх Вальдекський

У віці 16 років Марія Магдалена стала дружиною 24-річного Філіпа Дітріха Вальдекського, старшого сина графа Вальдека-Айзенберга Вольрада IV. Весілля відбулося 25 серпня 1639 у Кулемборзі. У подружжя народилося троє дітей. Всі вони з'явилися на світ у Кулемборзі.
У жовтні 1640 року Вольрад IV помер, Філіп Дітріх став правителем Вальдек-Айзенбергу. Мешкала родина у замку Айзенберг у Корбаху та у Кулемборзі.
У грудні 1645 Філіп Дітріх помер. Марія Магдалена пережила його на два роки і пішла з життя 20 серпня 1647 у Спа. Похована поруч із чоловіком у склепі кірхи Святого Миколая у Корбаху.

## Родина
Чоловік — Філіп Дітріх Вальдекський
Дітиː
- Амалія Катаріна (1640—1699) — дружина графа Ербах-Ербахського Георга Людвіга I, мала п'ятнадцятеро дітей;
- Генріх Вольрад (1642—1664) — наступний граф Вальдек-Айзенбергу у 1645—1664, був одруженим із Юліаною Єлизаветою Вальдекською, дітей не мав;
- Флоріс Вільгельм (12—30 серпня 1643) — прожив 18 днів.